# Strada statale 141 Strada Cadorna
La strada provinciale 148 Monte Grappa (SP 148), ex strada statale 141 Strada Cadorna (SS 141), è una ex strada statale, in seguito declassata a strada provinciale, italiana che collega Bassano del Grappa con la provincia di Belluno, passando per il monte Grappa.

## Percorso
La strada ha origine a Bassano del Grappa, dalla quale esce in direzione nord-est raggiungendo Romano d'Ezzelino. Da qui la strada inizia la sua ascesa al monte Grappa con una serie di tornanti sino a raggiungere Ponte San Lorenzo, frazione di Solagna.
Il percorso procede quindi in direzione est, sconfinando nella provincia trevigiana, dove si diparte la ex strada statale 141 dir Strada Cadorna in direzione del sacrario militare del monte Grappa.
La strada, proseguendo in direzione nord, segue grossomodo il confine tra la provincia di Vicenza e la provincia di Belluno, fino ad iniziare la discesa verso il Feltrino. Il percorso termina dopo aver lambito Seren del Grappa, innestandosi sul vecchio tracciato della strada statale 50 del Grappa e del Passo Rolle nella frazione di Santa Lucia.

## Storia

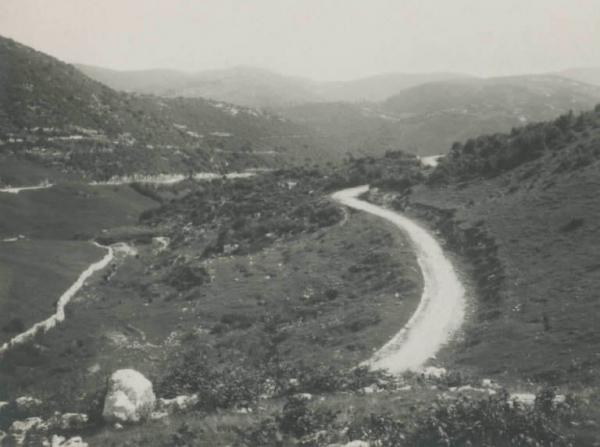
Monte Grappa, paesaggio con vista sulla strada Cadorna, 1927, foto di Emilio Sommariva

Il tracciato che da Bassano del Grappa giunge al monte Grappa deve le proprie origini al generale Luigi Cadorna da cui difatti prese il nome: durante la prima guerra mondiale, nel 1916, Cadorna fece allestire una linea di difesa arretrata per il fronte trentino nel territorio del monte Grappa.
Venne quindi fatta costruire al colonnello Antonio Dal Fabbro la strada che permettesse di portare uomini e mezzi sulla sommità del monte: nel 1917 la 4ª armata e parte della 2ª armata utilizzò le linee in una strenua difesa che permise di fermare l'offensiva austriaca.
Nel 1949 la strada militare divenne una strada statale, assumendo il numero 141.
In seguito al decreto legislativo n. 112 del 1998, dal 1º ottobre 2001 la gestione è passata dall'ANAS alla Regione Veneto che ha provveduto al trasferimento al demanio della Provincia di Vicenza, della Provincia di Treviso e della Provincia di Belluno per le tratte territorialmente competenti; nello stesso anno la Provincia di Vicenza ha delegato le competenza alla società Vi.abilità, mentre dal 20 dicembre 2002 la Provincia di Treviso e la Provincia di Belluno hanno delegato le competenze alla società Veneto Strade.

## SS141dir (SP 149 Monte Grappa)
La ex strada statale 141 dir Strada Cadorna (SS 141 dir), ora strada provinciale 149 del Monte Grappa (SP 149), è una strada provinciale italiana che conduce al monte Grappa.
Si tratta di una diramazione della strada provinciale 149 Monte Grappa che conduce al sacrario militare del monte Grappa e alla vetta del monte Grappa.
In seguito al decreto legislativo n. 112 del 1998, dal 1º ottobre 2001 la gestione è passata dall'ANAS alla Regione Veneto che ha provveduto al trasferimento al demanio della provincia di Treviso che dal 20 dicembre 2002 ha delegato le competenze alla società Veneto Strade.